# Bicarbonate de potassium
Le bicarbonate de potassium, ou hydrogénocarbonate de potassium, ou encore carbonate acide de potassium, est un sel basique incolore et inodore. Les cristaux monocliniques, de densité 2,17 se décomposent entre 100 °C et 200 °C.

## Propriétés

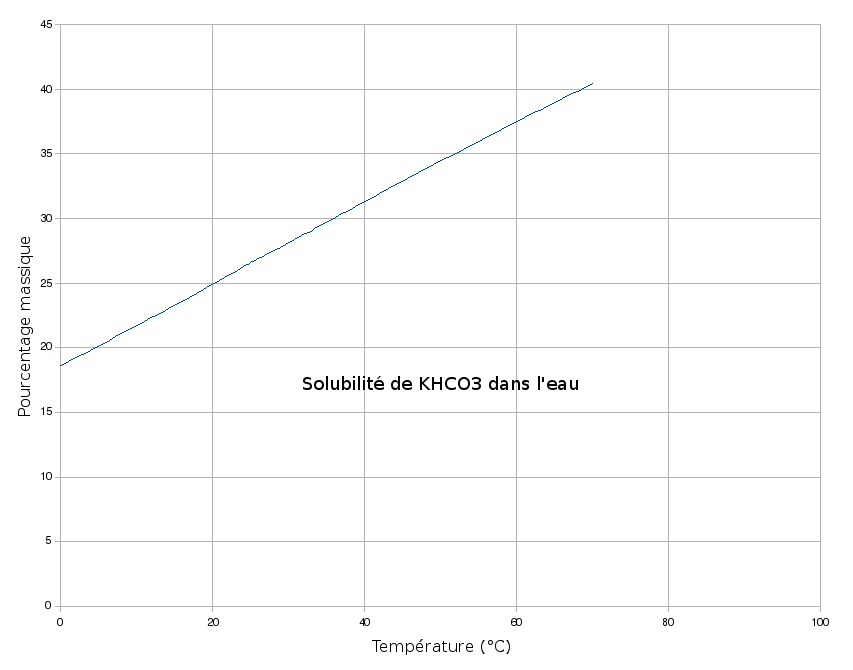
Solubilité dans l'eau

Ce sel carbonaté KHCO3 est moyennement soluble dans l'eau. Pour 100 g d'eau pure, on en peut dissoudre au maximum 22,4 g à 0 °C (eau froide), 27,7 g à 10 °C, 33,2 g à 20 °C, 39,1 g à 30 °C, 45,4 g à 40 °C et jusqu'à 60 g à 60 °C (eau chaude).
Le bicarbonate de potassium impur se décompose entre 100 °C et 120 °C pour donner du carbonate de potassium, de l'eau et du dioxyde de carbone.
{\displaystyle \mathrm {2\ KHCO_{3}\longrightarrow K_{2}CO_{3}+H_{2}O+CO_{2}} }
Il est considéré comme inoffensif pour la santé, du moins à faible dose.

## Fabrication
Il est fabriqué en faisant réagir du carbonate de potassium, de l'eau et du dioxyde de carbone :
{\displaystyle \mathrm {K_{2}CO_{3}+H_{2}O+CO_{2}\longrightarrow 2\ KHCO_{3}} }

## Utilisations
- Fongicide contre l'oïdium[2]
  - En agriculture biologique[3].
  - Comme outil pour le biocontrôle. Il agit par contact sur les champignons pathogènes tant en préventif, en inhibant la germination des spores, qu’en curatif en asséchant le pathogène présent à la surface du végétal[4]

- Source de dioxyde de carbone
  - Extincteurs : Concernant les poudres sèches anti-incendie, il est deux fois plus efficace que le bicarbonate de sodium, même s'il est employé souvent en mélange avec lui. Utilisé pour les feux de classes B et C, dans le secteur de l’automobile.
  - Levure chimique : il se décompose sous l'effet de la température, à l'instar du bicarbonate de sodium .
  - Gazéification des eaux. Le CO2 est libéré grâce à de l'acide citrique.
  - Comprimés effervescents : ils se désagrègent dans un verre d'eau

- Régulateur de pH
  - Pour neutraliser les sols acides
  - Régulateur alimentaire de pH
  - Œnologie : se combine avec l'acide tartrique pour donner des sels insolubles. 1 g·l-1 de KHCO3 fait chuter l'acidité de 0,49 g·l-1H2SO4
  - Antiacide (Digestive biscuit)